# Богоявленский, Николай Васильевич
Николай Васильевич Богоявленский (1870—1930) — русский физиолог, зоолог, эмбриолог, ординарный профессор Московского университета.

## Биография
Родился в семье канцелярского служащего, который умер в 1884 году. Лишившись отца, ещё учась в Рязанской гимназии, содержал мать, сестру и брата. По окончании в 1888 году гимназии поступил на математическое, а потом перешёл на естественное отделение физико-математического факультета Московского университета, которое окончил в 1893 году. С 3-го курса занимался на кафедре у Н. Ю. Зографа.
С сентября 1893 года Н. В. Богоявленский начал преподавать географию в московской женской гимназии М. Ф. Калайдович. В конце 1894 года он был назначен сверхштатным ассистентом Зоологического музея, где вёл практические занятия со студентами. С марта 1897 года — штатный ассистент.
В мае 1904 года стал приват-доцентом; с 1906 года, после защиты диссертации «Материалы к познанию эмбрионального развития, почкования и регенерации Zoobotryon pellucidus Ehrby» — магистром. Осенью 1912 года защитил диссертацию на степень доктора зоологии «Материалы к изучению овогенеза» и в мае 1913 года избран экстраординарным профессором кафедры зоологии, сравнительной анатомии и физиологии московского университета; с февраля 1915 года — ординарный профессор.
В 1915 году Богоявленский в усадьбе Демьяново под Клином основал летнюю базу кабинета эмбриологии и гистологии. Сюда приезжали К. А. Тимирязев, Л. С. Берг, ихтиолог А. Н. Елеонский и другие учёные. База просуществовала только до 1917 года.
В 1919 году Н. В. Богоявленский основал биологическую станцию «Болбистан» в Бурково, на Клязьме, вблизи Болшево.
Одновременно, с июня 1919 года был также профессором по кафедре зоологии на медицинском факультете 1-го МГУ и с 1920 года — в Высшем зоотехническом институте. С 22 мая 1919 года, почти год, был заведующим биологическим отделом Румянцевского музея.
Состоял действительным членом НИИ зоологии при физико-математическом факультете (1922—1929). 
Уволился из Московского университета в 1929 году.
Похоронен на Введенском кладбище (18 уч.).